# یخسار پاتاگونیا

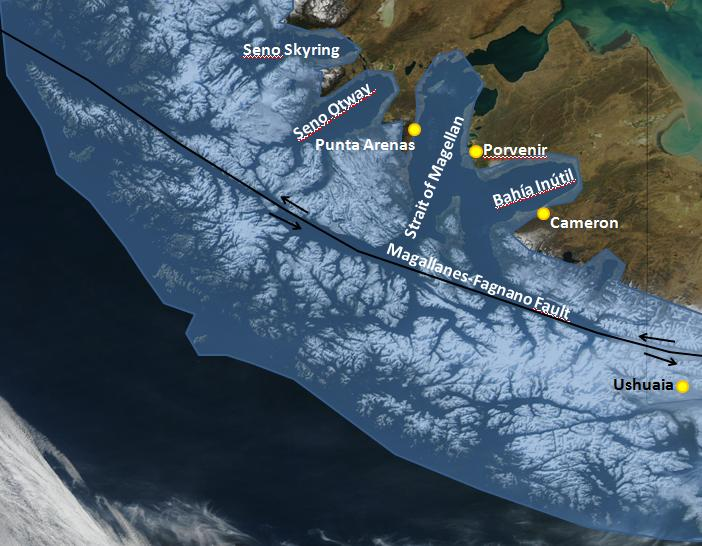
نقشه گسترش یخسار پاتاگونیا در محدوده تنگه ماژلان طی آخرین عصر یخبندان. سکونت‌گاه‌های جدید با نقاط زرد رنگ مشخص شده‌اند. سطح دریا در آن زمان بسیار پایین‌تر از سطح دریا در این تصویر بوده است.

یخسار پاتاگونیا (انگلیسی: Patagonian Ice Sheet) یخساری طولانی و کم‌عرض بود که در جنوب کوه‌های آند در طول آخرین دوره یخبندان گسترش داشته است. این یخسار تمامی بخش‌های جنوبی پوئرتو مونتت در شیلی و کناره‌های غربی پاتاگونیای آرژانتین را می‌پوشانیده است.
یخسار پاتاگونیا از کوه‌های آند تا آرژانتین گسترش داشته است، ولی به دلیل اقلیم خشک به دریاچه‌های کنونی یاگاگتو، موسترز و کول هوآپی نرسیده است. این یخسار در بیشینه گسترش خود (حدود ۱۸۰۰۰ تا ۱۷۵۰۰ سال پیش) پهنه‌ای به مساحت ۴۸۰٬۰۰۰ کیلومتر مربع را می‌پوشانیده که حجم یخ آن حدود ۵۰۰٬۰۰۰ کیلومتر مکعب برآورد می‌شود. حدود ۴ درصد از این یخ‌ها امروزه در دو قطعه جداگانه باقی مانده است که با نام‌های میدان یخچالی پاتاگونیای شمالی و میدان یخچالی پاتاگونیای جنوبی شناخته می‌شوند.